# Hirohito
L'imperatore Shōwa (昭和天皇?, Shōwa Tennō; Tokyo, 29 aprile 1901 – Tokyo, 7 gennaio 1989) è stato il 124º imperatore del Giappone secondo il tradizionale ordine di successione e comandante del Giappone in guerra dal 1941 al 1945. Il suo nome personale era Hirohito (裕仁?) e il suo titolo onorifico Principe Michi (迪宮?, Michi-no-miya).
Il suo regno, che ebbe inizio nel 1926 (anche se di fatto regnò dal 29 novembre 1921 come reggente di suo padre) e si concluse con la sua morte nel 1989, fu in assoluto il più lungo della storia del Giappone ed il dodicesimo più lungo nel mondo. Poiché nel settembre 1979 l'Impero Centrafricano è tornato alla forma repubblicana, il trono del crisantemo è rimasto il solo a mantenere dignità imperiale: negli ultimi dieci anni del suo regno Hirohito è stato pertanto l'unico monarca al mondo a fregiarsi del titolo di imperatore.
Fautore dell'espansionismo nipponico, portò il paese in guerra con l'appoggio dell'apparato militare-industriale. Dopo la capitolazione del Giappone nel 1945 e l'instaurarsi del regime parlamentare (1946-47) ad opera degli statunitensi, fu costretto a rinunciare alle prerogative divine della sua carica e rimanere in carica unicamente come simbolo dell'unità dello stato. Fu di fatto l'ultimo sovrano assoluto del Giappone, per convinzione fino alla morte.

## Biografia

### Dall'infanzia all'ascesa al trono
Hirohito nacque nel palazzo di Aoyama a Tokyo. Era il primo figlio dell'imperatore Taishō e dell'imperatrice Teimei. Pare che la sua nomina a principe ereditario sia avvenuta con la morte del nonno, l'imperatore Mutsuhito, il 30 luglio 1912, ma l'investitura ufficiale ebbe luogo il 2 novembre 1916.
Dal 1908 al 1914 frequentò l'aristocratica scuola Gakushūin e successivamente, dal 1914 al 1921, il Tōgū-gogakumonsho. Il 29 novembre 1921 divenne ufficialmente il reggente imperiale del padre. Nello stesso anno compì un viaggio di sei mesi in Europa, visitando il Regno Unito, la Francia, l'Italia, i Paesi Bassi e il Belgio.
Il 26 gennaio 1924 sposò una lontana cugina, la principessa Nagako Kuni (poi imperatrice Kōjun), figlia maggiore del principe Kuni Kuniyoshi.
 Ebbero due figli e cinque figlie:
- Principessa Teru (6 dicembre 1925 - 23 luglio 1961);
- Principessa Hisa (1927-1928), morta in tenera età;
- Principessa Taka (30 settembre 1929 - 26 maggio 1989);
- Principessa Yori (7 marzo 1931);
- Principe Akihito (23 dicembre 1933), che poi divenne imperatore del Giappone;
- Principe Hitachi (28 novembre 1935);
- Principessa Suga (2 marzo 1939).

Le figlie che vissero fino all'età adulta lasciarono la famiglia imperiale secondo quanto prevedevano le riforme dell'Agenzia della Casa Imperiale promosse dagli statunitensi nell'ottobre del 1947 o secondo la legge di successione della casa imperiale al momento del loro matrimonio.
Il 25 dicembre 1926, con la morte di Taisho, Hirohito divenne il nuovo imperatore e venne proclamata l'era Shōwa (era della "pace illuminata").

### Primo periodo di regno
Nella prima parte del regno di Hirohito, dal 1926 al 1945, in Giappone si assistette a una progressiva scalata ai vertici del governo da parte di esponenti delle forze armate; sin dal 1900 gli alti rappresentanti dell'esercito e della marina avevano avuto il diritto di veto sulla composizione del gabinetto di governo e tra il 1921 e il 1944 vi furono diversi incidenti che coinvolsero l'ala destra.
Nel 1932 rischiò la vita nell'incidente di Sakuradamon, un attentato a opera di un indipendentista coreano, Lee Bong-chang.
Ancora nel 1932 fu uno dei casi più importanti, l'assassinio del primo ministro Inukai Tsuyoshi, che pose fine alla successione di governi guidati da politici di estrazione civile che aveva caratterizzato il regno di Taisho. In seguito, nel febbraio del 1936, i giovani ufficiali della fazione Kōdōha, con l'appoggio di nomi eccellenti dei ranghi militari e non solo (tra cui il fratello dell'imperatore principe Chichibu), tentarono un colpo di Stato, il cosiddetto "incidente del 26 febbraio".
Quando Shigeru Honjo, stretto collaboratore del Tenno, lo informò dell'accaduto, egli ordinò immediatamente che si ponesse fine ai disordini, riferendosi agli ufficiali coinvolti con l'appellativo di bōto (ribelli). Subito dopo ordinò a Yoshiyuki Kawashima, ministro dell'esercito, di sopprimere la rivolta nell'arco di un'ora, riservandosi il diritto di chiedere rapporti sulla situazione ogni trenta minuti. Il giorno successivo all'incidente, quando fu informato dei modesti progressi della repressione, Hirohito, rivolgendosi a Honjo, disse: "Io stesso guiderò la Divisione Konoe e li sottometterò". La ribellione fu completamente repressa il 29 febbraio.
Dagli anni 1930 in poi i vertici militari esercitarono comunque tutto il potere politico in Giappone e portarono avanti politiche che contribuirono allo scoppio della seconda guerra sino-giapponese (1937-1945) e alla partecipazione del Giappone alla seconda guerra mondiale.

### Il ruolo assunto durante la seconda guerra mondiale
Il Giappone intervenne, a fianco della Germania e dell'Italia, nella seconda guerra mondiale con l'attacco di Pearl Harbor, che ebbe luogo il 7 dicembre 1941, quando forze navali e aeree giapponesi attaccarono la base navale statunitense nelle isole Hawaii. Esso fu portato a segno senza una preventiva dichiarazione di guerra da parte giapponese, che fu formalizzata soltanto ad attacco cominciato. A seguito di alterne vicende belliche, il 6 e il 9 agosto 1945 gli Stati Uniti sganciarono due ordigni nucleari sulle città di Hiroshima e Nagasaki causando dalle 100 000 alle 200 000 vittime. 
Durante la conferenza imperiale del 14 agosto 1945 il consiglio di guerra riunito di fronte al sovrano risultò spaccato sul da farsi e spettò a Hirohito decidere l'esito della conferenza: dovendo rassegnarsi alla sconfitta, egli optò per la resa, d'accordo con il ministro degli esteri Mamoru Shigemitsu e il ministro della Marina Mitsumasa Yonai. Il 15 agosto 1945 con una trasmissione radiofonica Hirohito lesse a tutta la nazione la dichiarazione con cui l'Impero del Giappone si arrendeva alle Forze Alleate accettando la dichiarazione della conferenza di Potsdam. La notte prima dell'annuncio, al palazzo imperiale vi fu un fallito tentativo di trafugare il disco sonoro contenente la registrazione dell'imperatore da parte di alcuni esponenti delle forze militari contrari alla resa.
L'annuncio della resa non fu inizialmente compreso dai sudditi giapponesi sia a causa dei disturbi nelle comunicazioni via radio, sia per via dell'utilizzo del keigo, l'alto registro linguistico e il lessico raffinato da parte del Tennō, ben diverso dal giapponese corrente; non mancarono quindi casi di militi nipponici che proseguirono le loro azioni ostili nei confronti degli statunitensi anche dopo la firma dell'armistizio (oltre quelli che continuarono a combattere perché ideologicamente contrari alla resa).

#### Il problema della responsabilità imperiale
Dopo la guerra l'interrogativo più importante che ci si pose riguardò quanto reale potere l'imperatore detenesse ed esercitasse sulle forze armate durante i conflitti. Ufficialmente la Costituzione Meiji prevedeva che il potere di comandare le forze armate spettasse al Tennō, che ne era a capo. L'articolo 4 recitava: "L'imperatore è il capo dell'impero, detenendo i diritti di sovranità e li esercita secondo le forme della presente Costituzione"; l'articolo 6 altresì recitava: "L'imperatore dà la sanzione ufficiale alle leggi e ne ordina la promulgazione e il vigore"; infine l'articolo 11: "L'imperatore detiene il comando supremo dell'esercito e della marina".
Comunque queste leggi fossero interpretate, la risoluzione a cui approdarono congiuntamente i funzionari del palazzo imperiale e le forze di occupazione americane chiariva che l'imperatore non aveva avuto alcun potere reale e che la sua figura, in accordo con il severo protocollo, era stata meramente simbolica e distante da qualsiasi processo decisionale.

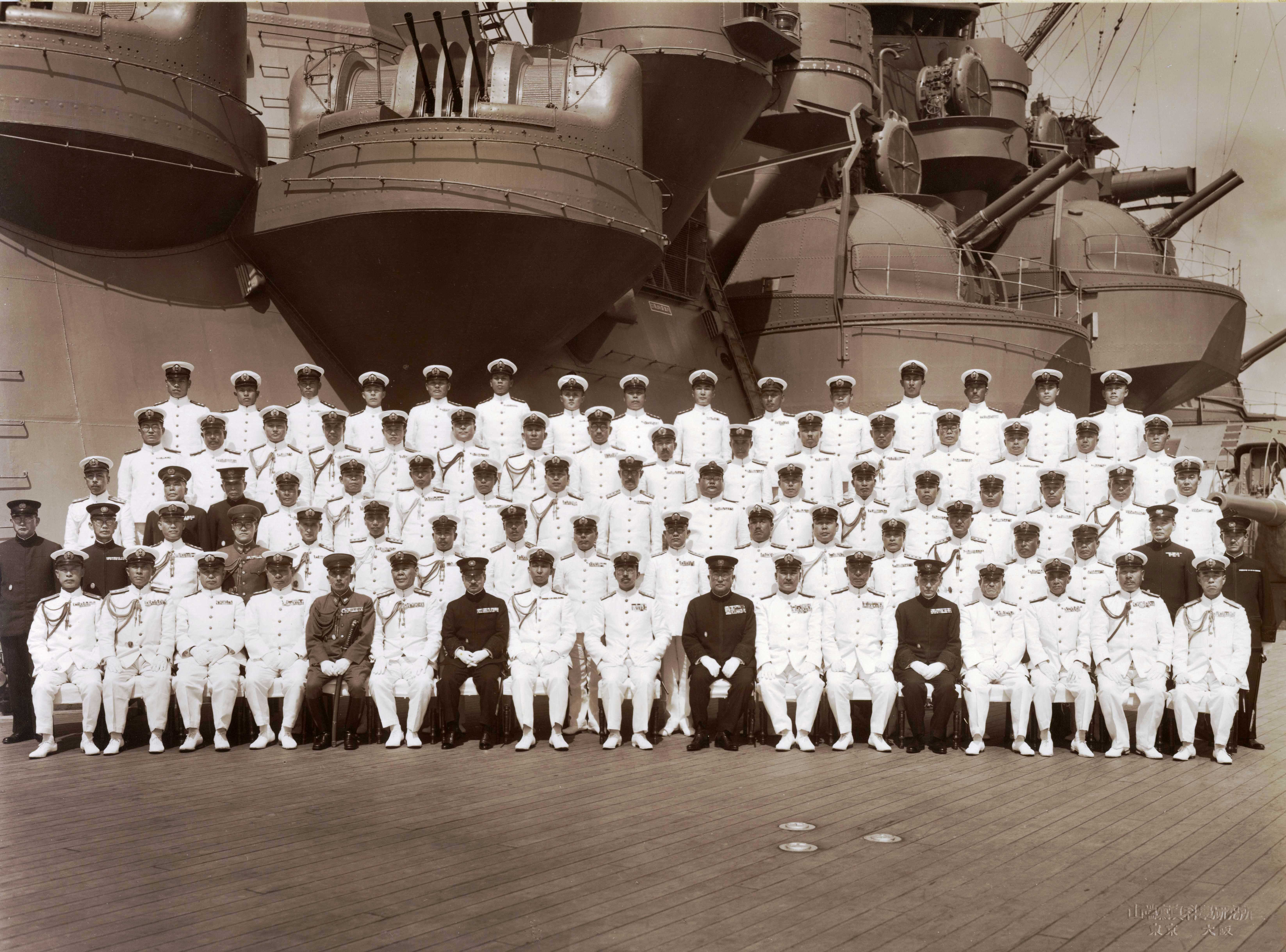
Hirohito, prima fila al centro, con l'equipaggio della corazzata il 24 giugno 1943

Tuttavia alcuni storici, come Akira Fujiwara e Peter Wetzler,, basandosi su "fonti primarie" e il monumentale lavoro di Shirō Hara, sostengono di avere le prove che dimostrerebbero che l'imperatore nei fatti esercitò, attraverso una rete di intermediari, un forte controllo sui ranghi militari e che il suo comportamento, né pacifista né guerrafondaio, fu opportunistico. Lo storico statunitense Herbert Bix afferma che Hirohito potrebbe addirittura essere stato la mente di molti episodi delle due guerre. Storici come Bix, Fujiwara, Wetzler e Akira Yamada parlano inoltre di una serie di incontri "dietro la tenda del crisantemo" in cui venivano prese le decisioni importanti tra l'imperatore, i suoi stretti collaboratori e il gabinetto.
Alcune fonti primarie, come il Sugiyama memo e i diari di Kido e Konoe, descrivono nei dettagli gli incontri informali che l'imperatore Hirohito ebbe con i suoi collaboratori e ministri. Questi documenti dimostrerebbero che l'imperatore era a conoscenza di tutte le più importanti operazioni militari e che interrogasse spesso i suoi intermediari e avanzasse proposte di modifica.
In epoca relativamente recente (1990) furono pubblicati in Giappone alcuni testi inediti dal titolo Monologo dell'imperatore Hirohito; questi testi furono preparati da Hirohito e dai suoi stretti collaboratori prima dell'inizio dell'occupazione, in previsione di un eventuale processo che il Tenno avrebbe dovuto subire se le forze di occupazione avessero deciso di processarlo. Nel monologo l'imperatore parla del suo ruolo politico, ammettendo di aver preso, durante il suo regno, solo due decisioni in maniera del tutto autonoma: la prima volta per sedare la rivolta dei giovani ufficiali nel 1936 e la seconda volta per accettare la resa intimata dagli Alleati.
È interessante in questo contesto analizzare anche la figura della Dieta e del gabinetto di governo nella scena politica giapponese fino al 1945: la Costituzione Meiji garantiva ai ministri di Stato grande autorità e questi sottoponevano le decisioni prese, di solito all'unanimità o a maggioranza, al Tenno che le ratificava, nella maggior parte dei casi confermandole senza emendamenti di sorta; il presunto veto del sovrano non era imposto in questi casi, poiché le decisioni erano sempre discusse e supportate da un ampio consenso prima della sanzione imperiale e l'imperatore si rimetteva sempre alla maggioranza. Solo nei casi di disaccordo dei ministri il Tenno avrebbe dovuto prendere autonomamente le decisioni (come nel caso della resa). Inoltre, a differenza di quanto accade in un sistema parlamentare, i ministri non erano responsabili di fronte alla Dieta, bensì di fronte al sovrano, ponendo così le basi per una situazione che molti storici hanno definito di "totale irresponsabilità" o musekinin (無責任?).
È però degno di nota l'episodio del settembre del 1945 in cui Hirohito, presentatosi personalmente a Douglas MacArthur, comandante supremo delle forze di occupazione, si assunse l'esclusiva responsabilità di ogni azione compiuta dai giapponesi durante la guerra; MacArthur stesso nelle sue Reminiscences riporta che l'imperatore gli si presentò con queste parole: «Io vengo davanti a Lei, generale MacArthur, per offrire me stesso al giudizio delle Potenze che Lei rappresenta, come colui che porta l'esclusiva responsabilità per ogni decisione politica e militare adottata e per ogni azione compiuta dal mio popolo nella condotta della guerra».
Molti storici criticano il lavoro fatto dal generale MacArthur e dai suoi collaboratori per esonerare dai procedimenti penali l'imperatore Hirohito e tutti i membri della famiglia imperiale coinvolti nella guerra, come i principi Yasuhito Chichibu, Tsuneyoshi Takeda, Yasuhiko Asaka, Naruhiko Higashikuni, Kotohito Kan'in e Hiroyasu Fushimi.
Il 26 novembre 1945, MacArthur confermò all'ammiraglio Mitsumasa Yonai che un'eventuale abdicazione dell'imperatore non era necessaria. Prima che il processo per crimini di guerra fosse indetto, il Comando Supremo delle Forze Alleate e i funzionari imperiali lavorarono in segreto, non solo per prevenire che la famiglia imperiale venisse incriminata, ma anche affinché al processo non fossero registrate testimonianze che avrebbero potuto coinvolgerla. Alti funzionari giapponesi collaborarono con gli alleati nel compilare le liste dei possibili criminali di guerra, mentre gli imputati per crimini di Classe A giurarono solennemente di proteggere il loro sovrano contro ogni possibile tentativo di coinvolgimento nelle responsabilità belliche.
Lo storico statunitense Herbert Bix ha scritto che il brigadier generale Bonner Fellers fu inviato in Giappone per «lavorare allo scopo di proteggere Hirohito dal ruolo che aveva ricoperto durante la guerra» e «permise ai maggiori indiziati di coordinare le loro testimonianze affinché l'imperatore non fosse incriminato».

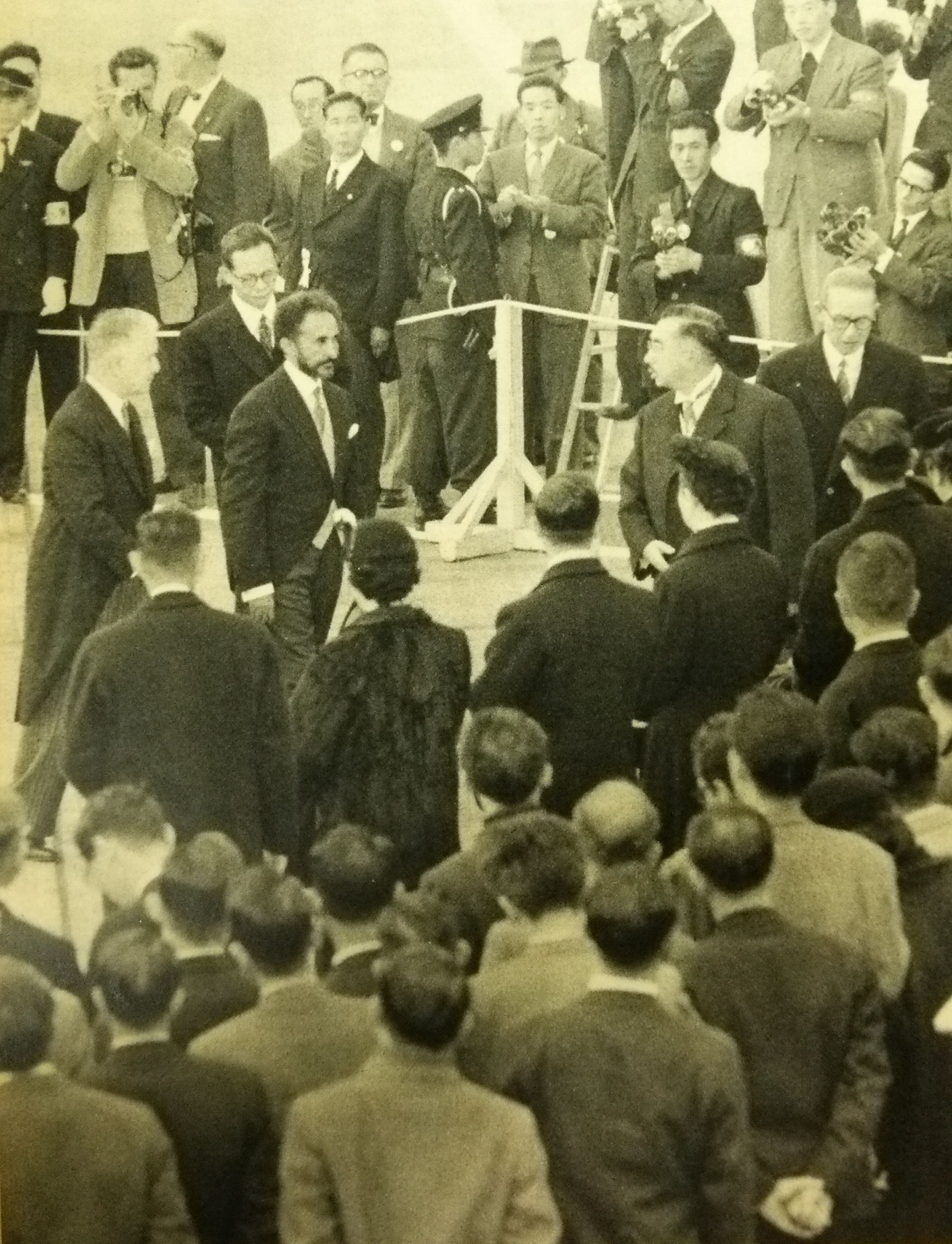
Hirohito con Hailé Selassié

Bix sostiene inoltre che «le misure straordinarie adottate da MacArthur per salvare Hirohito dall'essere processato come criminale di guerra ebbero un duraturo e profondo impatto distorsivo sulla comprensione della guerra da parte dei giapponesi» e che «nei mesi dopo che il processo di Tokyo ebbe inizio, i più elevati sottoposti di MacArthur stavano lavorando per attribuire la sostanziale responsabilità per Pearl Harbor a Hideki Tōjō». Shuichi Mizota, l'interprete dell'ammiraglio Yonai, ha dichiarato che Fellers incontrò l'ammiraglio il 6 marzo 1946 e gli disse: "Sarebbe più conveniente se da parte giapponese ci arrivasse la prova che l'imperatore è completamente innocente. Credo che l'incombente processo offra la migliore opportunità di farlo. Su Tojo, in particolare, dovrebbe gravare il peso di tutta la responsabilità in questo processo".
Per John Dower, un altro storico statunitense, «la riuscita campagna per assolvere l'imperatore dalle responsabilità di guerra non conobbe limiti. Hirohito non fu solo semplicemente presentato come innocente di ogni atto formale che avrebbe potuto renderlo indiziato come criminale di guerra. Egli fu trasformato in una figura quasi santa senza la minima responsabilità morale per la guerra», «con il pieno supporto del quartier generale di MacArthur, in effetti l'accusa era come una squadra di difensori dell'imperatore».

#### Le reazioni nei paesi già occupati dal Giappone

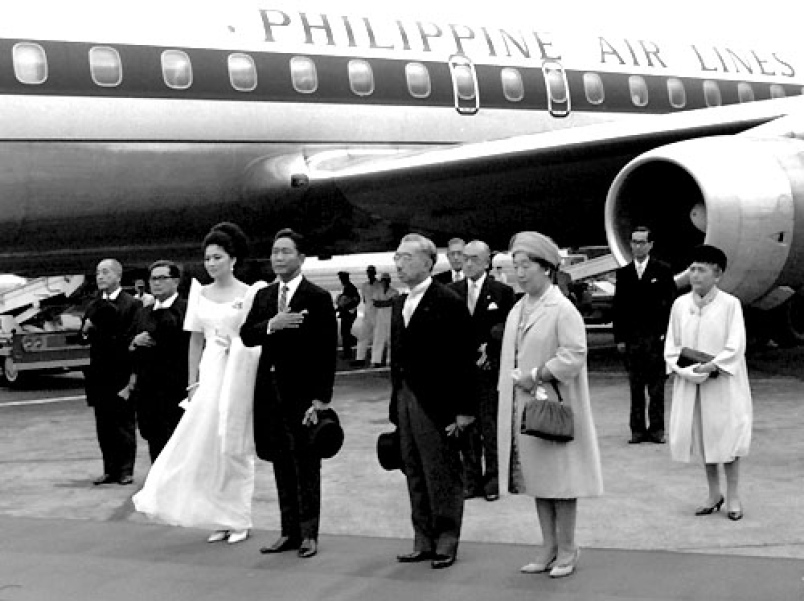
Hirohito con Ferdinand Marcos

Molte persone in Cina, a Taiwan e nel sud-est asiatico videro l'imperatore Hirohito come la mente delle atrocità compiute dall'esercito giapponese nella seconda guerra sino-giapponese e nella seconda guerra mondiale e protestarono contro le decisioni prese dalle forze di occupazione di non intraprendere azioni giudiziarie nei confronti dell'imperatore Hirohito e di alcuni suoi familiari. Dopo la fine della guerra molte voci si sono levate contro i criteri di gestione della responsabilità imperiale dei crimini commessi durante il periodo bellico e ancora oggi, nonostante la scomparsa di Hirohito del 1989, in molte nazioni asiatiche che furono sottomesse dalle forze giapponesi permangono movimenti ostili nei confronti della famiglia imperiale giapponese.

### La dichiarazione della natura umana

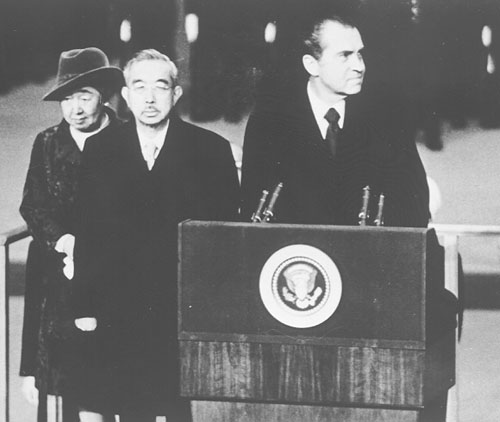
Hirohito con Richard Nixon

Hirohito fu l'ultimo imperatore del Giappone a essere ufficialmente considerato di origine o natura divina. Nel gennaio del 1946 Hirohito dovette pronunciare via radio alla nazione il Tenno no ningen sengen (天皇の人間宣言? lett. "Dichiarazione della natura umana dell'imperatore"), con cui il sovrano dichiarava formalmente di non essere di natura divina, negando di conseguenza la superiorità dei giapponesi nei confronti delle altre nazioni del mondo. Non è chiaro se la sua dichiarazione fu spontanea o imposta dalle forze di occupazione che miravano a scardinare le istituzioni tradizionali e abolire la religione di Stato, lo shintoismo.

### La malattia, la morte e le reazioni
La prima notizia riguardo alla salute di Hirohito fu diffusa dall'agenzia della casa imperiale nel settembre del 1988, quando fu annunciata la rinuncia del Tenno alla partecipazione a un pubblico evento. L'erede al trono principe Akihito ricevette la delega per lo svolgimento delle funzioni imperiali in luogo del padre (comprese quelle di natura religiosa), ma non divenne ancora reggente.
La notizia della malattia dell'imperatore fu immediatamente diffusa da tutti i media nipponici ed esteri. La nazione si fermò: furono migliaia le persone, di varie fasce d'età, che si recarono presso il palazzo imperiale per porgere al sovrano gli auguri di pronta guarigione. Le testate giornalistiche riportavano aggiornamenti continui sulle condizioni fisiche di Hirohito e i telegiornali trasmettevano regolarmente i bollettini medici, spesso estremamente precisi e approfonditi. Durante la degenza del Tenno furono annullate tutte le manifestazioni, le feste, gli spettacoli e le cerimonie, anche di natura privata, in tutto il Paese, causando non pochi problemi dal punto di vista economico. Il governo tentò di smorzare i toni dei media, invitando i giapponesi, sempre nel rispetto dell'imperatore, a impegnarsi ugualmente nel lavoro, perché così egli avrebbe voluto.
La notizia non tardò ad arrivare anche sulle pagine dei quotidiani esteri che si occuparono attentamente della vicenda. Vi furono addirittura tensioni diplomatiche tra Giappone e Regno Unito, quando i tabloid britannici all'indomani dell'annuncio della malattia di Hirohito si riferirono al sovrano come "mostro malefico" (evil monster), accusandolo di crimini di guerra.
L'imperatore Hirohito morì il 7 gennaio 1989 all'età di 87 anni e con la sua scomparsa si concluse l'era Shōwa, la più lunga nella storia del Giappone. Cominciava il regno dell'imperatore Akihito e l'era Heisei. Solo dopo l'annuncio del decesso l'agenzia della casa imperiale diffuse le cause della morte del sovrano, che stabilirono essere un tumore ghiandolare all'apparato digerente. Per onorare la memoria dell'imperatore furono celebrati funerali di Stato, alla presenza di molti capi di Stato e di governo, contemporaneamente a cerimonie funebri shintoiste, ufficialmente non previste dalle vigenti leggi. Fra i principali rappresentanti di alcuni paesi mondiali furono presenti George Bush, François Mitterrand, Richard von Weizsäcker, Juan Carlos di Spagna, il principe Filippo di Edimburgo, il presidente italiano Francesco Cossiga con l'allora ministro degli esteri Giulio Andreotti.

## Presenza nella cultura di massa
- Il film Il Sole (2005) di Aleksandr Sokurov è incentrato sulla figura dell'imperatore Hirohito dopo la sconfitta del Giappone nella seconda guerra mondiale. Hirohito è interpretato da Issei Ogata.
- Il film Emperor (2012) di Peter Webber segue le vicende di un ufficiale americano incaricato di indagare sulle eventuali responsabilità dell'imperatore nei crimini di guerra giapponesi. Hirohito è interpretato da Takatarō Kataoka.
- Il film The Emperor in August (2014) di Masato Harada dà ampio spazio ai contrasti all'interno del gabinetto Suzuki riguardo all'accettazione della dichiarazione di Potsdam e alla resa del Giappone. Hirohito è interpretato da Masahiro Motoki.
- Nel libro di Tiziano Terzani In Asia sono raccolti quattro articoli dell'autore (Giappone: agonia di un Dio', Il lutto, La cicogna non parla più e Hirohito: prigioniero della storia) sulla figura di Hirohito, il suo ruolo nella storia e il periodo che precedette la sua morte e il lutto.

## Onorificenze

### Onorificenze straniere
- Generale onorario dell'Esercito britannico; conferito nel maggio 1921.
- Maresciallo di campo onorario dell'Esercito britannico; conferito nel giugno 1930, revocato nel 1941.
- Membro della Royal Society.